# Vansant (Virginia)
Vansant es un lugar designado por el censo situado en el condado de Buchanan, Virginia  (Estados Unidos). Según el censo de 2010 tenía una población de 470 habitantes.

## Demografía
Según el censo del 2000, Vansant tenía 989 habitantes, 436 viviendas, y 309 familias. La densidad de población era de 48,6 habitantes por km².
De las 436 viviendas en un 24,3 % vivían niños de menos de 18 años, en un 54,8 % vivían parejas casadas, en un 12,4 % mujeres solteras, y en un 29,1 % no eran unidades familiares. En el 25,9 % de las viviendas  vivían personas solas el 11 % de las cuales correspondía a personas de 65 años o más que vivían solas. El número medio de personas viviendo en cada vivienda era de 2,27 y el número medio de personas que vivían en cada familia era de 2,73.
Por edades la población se repartía de la siguiente manera: un 19 % tenía menos de 18 años, un 6,6 % entre 18 y 24, un 27,8 % entre 25 y 44, un 31,9 % de 45 a 60 y un 14,8 % 65 años o más.
La edad media era de 43 años. Por cada 100 mujeres de 18 o más años  había 85,8 hombres.
La renta media por vivienda era de 26 250 $ y la renta media por familia de 30 104 $. Los hombres tenían una renta media de 28 068 $ mientras que las mujeres 20 714 $. La renta per cápita de la población era de 13 743 $. En torno al 14,7 % de las familias y el 17,1 % de la población estaban por debajo del umbral de pobreza.

## Localidades adyacentes
El siguiente diagrama muestra a las localidades más próximas a Vansant.